# Canisy
Canisy är en kommun i departementet Manche i regionen Normandie i norra Frankrike. Kommunen ligger i kantonen Canisy som tillhör arrondissementet Saint-Lô. År 2022 hade Canisy 1 723 invånare.

## Befolkningsutveckling
Antalet invånare i kommunen Canisy
| Referens: INSEE |